# Kératoconjonctivites virales (maladie professionnelle)
Une kératoconjonctivite virale contractée au travail peut être reconnue comme maladie professionnelle en France, sous certaines conditions.
Ce sujet relève du domaine de la législation sur la protection sociale et a un caractère davantage  juridique que médical. 

## Législation enFrance

### Régime général
| Fiche Maladie professionnelle | Fiche Maladie professionnelle | Fiche Maladie professionnelle |
| Ce tableau définit les critères à prendre en compte pour qu'une kératoconjonctivite virale soit prise en charge au titre de la maladie professionnelle                                                                     | Ce tableau définit les critères à prendre en compte pour qu'une kératoconjonctivite virale soit prise en charge au titre de la maladie professionnelle | Ce tableau définit les critères à prendre en compte pour qu'une kératoconjonctivite virale soit prise en charge au titre de la maladie professionnelle                                 |
| Régime Général. Date de création : 23 juin 1985 | Régime Général. Date de création : 23 juin 1985 | Régime Général. Date de création : 23 juin 1985 |
| Tableau no 80 RG | Tableau no 80 RG | Tableau no 80 RG |
| Kératoconjonctivites virales | Kératoconjonctivites virales | Kératoconjonctivites virales |
| --- | --- | --- |
| Désignation des Maladies | Délai de prise en charge | Liste limitative des principaux travaux susceptibles de provoquer ces maladies |
| - A - Kératite nummulaire sous-épithéliale. | 21 jours | Tous travaux effectués par le personnel de soins et assimilés, de laboratoire, de service et d'entretien mettant au contact direct ou indirect des malades porteurs de ces affections. |
| - B - Kératite superficielle ulcéreuse avec conjonctivite associée. - C - Conjonctivite hémorragique. - D - Conjonctivite œdémateuse avec chémosis. - E - Conjonctivite folliculaire avec ou sans participation cornéenne. | | |
| Date de mise à jour : | | |